# Estación de Bruçó
La Estación Ferroviaria de Bruçó, también conocida como Estación de Bruçó, fue una antigua plataforma ferroviaria de la Línea del Sabor, que servía a la freguesia de Bruçó, en el distrito de Braganza, en Portugal.

## Descripción

### Localización y accesos
Los vestigios de la Estación se encuentran al Noroeste de la localidad de Bruçó, con acceso directo por un ramal de la Ruta Municipal 596-1.

### Servicios y características físicas
La estación se encuentra retirada del servicio.

## Historia
En 1926, fecha en que las obras en la Línea del Sabor desde Carviçais arrancaron después de varios años de interrupción, esta estación ya se encontraba construida desde hacía algunos años, junto con las de Lagoaça y Freixo de Espada à Cinta.
El tramo entre Lagoaça y Mogadouro, donde esta estación se inserta, abrió el 1 de  julio de 1930.
En enero de 1933, ya se encontraban casi construidas las casas para los cargadores en esta estación.
La Línea del Sabor fue totalmente cerrada a la explotación el 1 de agosto de 1988.